# 賈克·朗

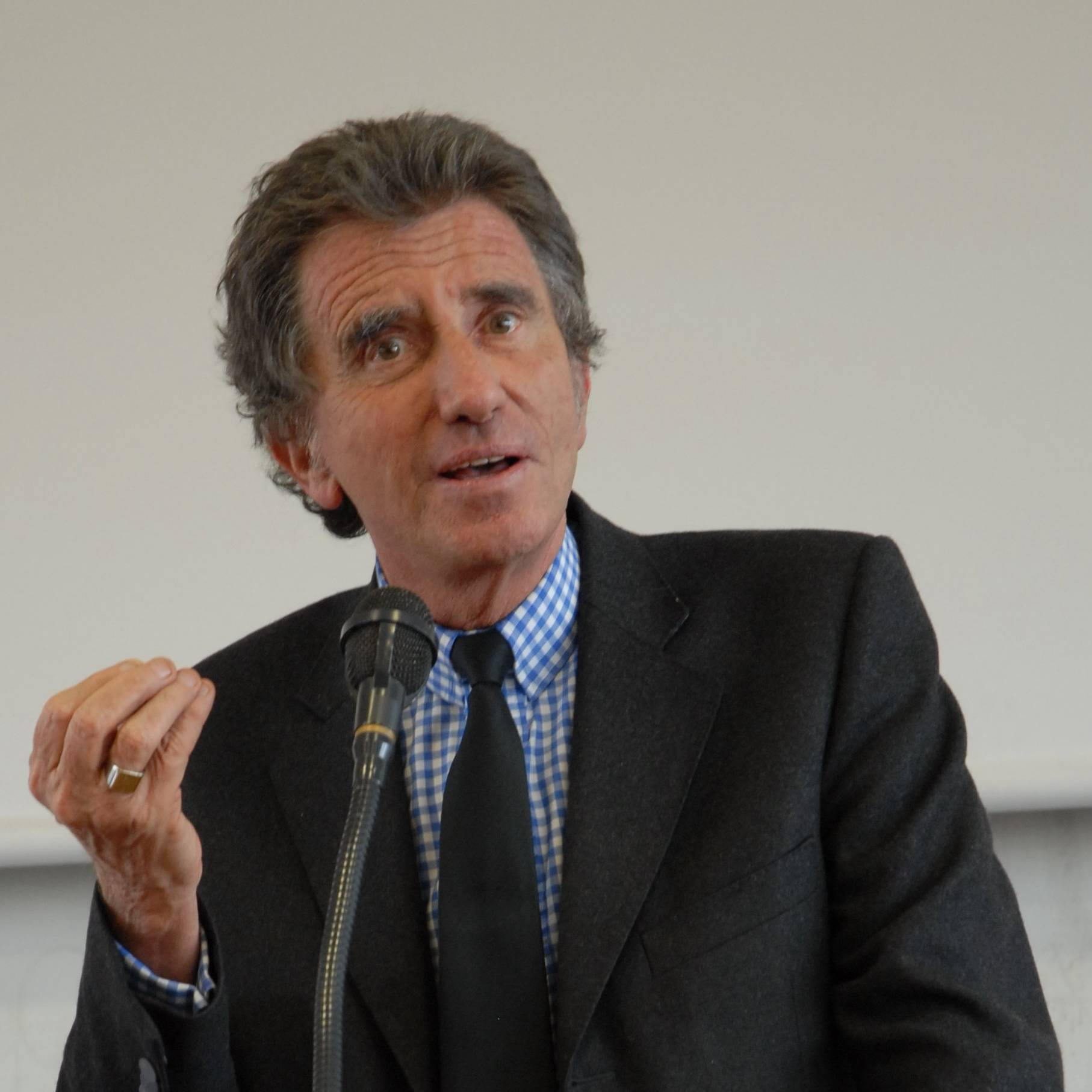
贾克·朗

賈克·马蒂厄·埃米尔·朗（法語：Jack Mathieu Émile Lang，發音：[dʒak matjø emil lɑ̃ɡ]；1939年9月2日—）是法國社會黨籍政治人物，曾擔任法國文化部長 （1981年至1986年、1988年至1992年），以及教育部長（1992年至1993年、2000年至2002年）。他也是布盧瓦市長（1989年至2000年）。
賈克·朗曾推動多項舉世聞名的文化政策，包括寫信給密特朗總統，提出「大羅浮宮擴建計畫」，要求密特朗把當時的財政部搬走，擴建羅浮宮，讓民眾可以真正走進藝術殿堂，銜命推動新凱旋門、巴士底歌劇院、國家圖書館等重大文化工程，以及推動「書籍出版品單一售價制度」，讓法國的獨立書店、出版社留下活路。
賈克·朗於2012年10月應中華民國文化部部長龍應台之邀訪問臺灣一周，他表示，從歐洲觀點來看，台灣在舞蹈、電影、繪畫的表現都相當出色，在文化創意上相當有活力。賈克·朗表示，他與法國來臺留學的年輕人會晤，留學生們對台灣的熱情、開放、活力也是高度讚揚，臺灣這種特殊的魅力，對許多法國人說，「就是一個理想的國家」。他期許在龍部長的政策推動下，持續保有臺灣文化的原汁原味。他也非常欣賞臺灣社會的多元言論；奠基於民主自由開放的臺灣，在各方面都已經是一個典範社會。他鼓勵台灣人應該在全球化、商業化的潮流下勇於「做自己」，在他看來，台灣人熱情、真誠與謙虛，是他走遍全世界所僅見，令他印象深刻，這就是臺灣文化最值得延伸發展的部分，他認為世界需要這樣的台灣，也希望台灣能保存好自己獨特的文化魅力與魔力。